# ژاکاوا
ژاکاوا (به چکی: Žákava) یک منطقهٔ مسکونی در جمهوری چک است که در شهرستان پلزن-جنوبی واقع شده‌است. ژاکاوا ۹٫۴۹ کیلومتر مربع مساحت و ۴۰۱ نفر جمعیت دارد و ۳۶۲ متر بالاتر از سطح دریا واقع شده‌است.